# Őstörténet
Az őstörténet egy földrajzi terület vagy nép történetének a történelem előtti (prehistorikus) korszaka, vagyis az a szakasza, amelyről még nem rendelkezünk írásos forrásokkal. Az egyes földrajzi területek őstörténetét a régészeti emlékekből ismerjük.
A népek őstörténetére vonatkozóan a történészek őstörténeti elméleteket dolgoznak ki, amelyek alapjául a következőket használják:
- régészeti emlékek
- nyelvészeti ismeretek
- a mai leszármazottak antropológiai, genetikai vizsgálata
- a későbbi leszármazottak néprajzi vizsgálata
- a későbbi leszármazottak mondái, krónikái